# ルートヴィヒ・フォン・ホフマン
ルートヴィヒ・フォン・ホフマン（Ludwig von Hofmann 、1861年8月17日 - 1945年8月23日）はドイツの画家である。「象徴主義」の画家の一人に位置づけられる。

## 略歴
ダルムシュタットで生まれた。父親のカール・ホフマンは1872年から1876年までヘッセン大公国の首相を務め、1882年にドイツ帝国のビスマルク内閣の商務大臣となり貴族に叙せられた人物である。叔父に宗教的なテーマを得意とした画家のハインリヒ・フェルディナント・ホフマンがいる。
ルートヴィヒ・ホフマンは1883年からドレスデンの美術学校で学んだ後、カールスルーエの美術学校でフェルディナント・ケラーに学んだ。1889年にパリに移り、アカデミー・ジュリアンで学び、 ピエール・ピュヴィス・ド・シャヴァンヌやアルベール・ベナールから影響を受けた。
1890年からベルリンで活動し「ベルリン分離派」のもとになる、マックス・クリンガーやマックス・リーバーマンを中心とした美術家グループ、「11人協会(Vereinigung der XI)」のメンバーであった。
1894年から1900年の間、多くの旅をし、ローマやトスカーナのフィエーゾレ近くの別荘で過ごし、イタリアの古典的な作品は彼の作品に影響を与えたと思われる。 1895年からアールヌーボーに影響を与えた雑誌「Pan」に多数のイラストを寄稿し、1896年のベルリンの国際美術展で入選した。 1898年に設立された「ベルリン分離派」のメンバーになった。
1899年に結婚した。1903年に彼はヴァイマルの美術学校の教授に任命された。ヴァイマルでは、文学者のハリー・ケスラー伯爵の芸術家サロンに加わった。ヴァイマルの美術学校でのヘルマンの生徒にはジャン・アルプやノーベル文学賞の受賞作家、ゲアハルト・ハウプトマンの息子イーヴォ・ハウプトマンがいて、ゲアハルト・ハウプトマンとも友人になった。
1916年にドレスデンの美術学校の教授になった。1930年代になって、ナチスによってその作品のいくつかは「退廃芸術」として非難された。

## 作品
- 浜辺の騎手
- 「春」
- 「デイドリーム」

- 水差しを持つ女
- 「ナルシス」